# Zabit Samiedow

Səmədov (z prawej)

Zabit Səmədov (ros. Забит Самедов, Zabit Samiedow; biał. Забіт Самедаў, Zabit Samiedau; ur. 21 czerwca 1984 w Gardabani) – kick-boxer wagi ciężkiej pochodzenia azerskiego.

## Kariera sportowa

### Boks tajski
Səmədov urodził się na terenie obecnej Gruzji (a ówcześnie Gruzińskiej SRR) w rodzinie wywodzącej się z azerskiej mniejszości narodowej. W wieku 10 lat wraz z rodzicami wyemigrował na Białoruś i zamieszkał w Mińsku. Tam zapisał się na treningi muay thai do renomowanego klubu Chinuk Gym, którego barwy reprezentuje do dziś. Był tam sparingpartnerem m.in. Aleksieja Ignaszowa. W 1998 roku otrzymał obywatelstwo Białorusi i został włączony do białoruskiej kadry narodowej w boksie tajskim. W tym samym roku został amatorskim mistrzem Europy juniorów. W następnych latach wygrał wiele turniejów w muay thai i kick-boxingu. W 2004 roku zdobył Mistrzostwo Świata Muay Thai organizacji WAKO.

### K-1
Od 2006 roku walczy w pojedynkach na zasadach K-1. Zwycięstwa w regionalnych turniejach w Debreczynie i Rydze sprawiły, że rok później zadebiutował w prestiżowym cyklu K-1 World Grand Prix. W 2007 roku został finalistą Grand Prix USA w Las Vegas. Wkrótce potem ogłoszono, że w pobranych przed turniejem próbkach moczu Samiedaua wykryto ślady sterydu anabolicznego stanazonalu. Mimo to, władze organizacji K-1 nie zdecydowały się zawiesić Białorusina.
W kwietniu 2008 roku Samiedau zajął drugie miejsce w Grand Prix Europy w Amsterdamie. W finale został pokonany przez Errola Zimmermana. W listopadzie zmierzył się z Tyrone'em Spongiem o mistrzostwo organizacji It’s Showtime w kategorii do 95 kg (walka na zasadach K-1). Przegrał przez jednogłośną decyzję po 5 rundach.
Swoje pierwsze zwycięstwo w turnieju rangi World GP odniósł w maju 2009 roku. Wygrał K-1 World GP w Łodzi, zdobywając przepustkę do jesiennego eliminatora K-1 World Grand Prix 2009 Final 16. Tam w walce o awans do Finału K-1 WGP został znokautowany ciosem w korpus przez Badra Hari.
15 marca 2013, pierwszy raz w swojej karierze zakwalifikował się do finału K-1 WGP, lecz w ćwierćfinale przegrał w rewanżu z Badrem Harim na punkty.
Przez następne lata walczył na mniejszych europejskich galach, notując w tym czasie cenne zwycięstwa nad Melvinem Manhoefem, Stefanem Leko oraz Harim, którego ciężko znokautował lewym sierpowym w ich trzecim starciu. Od 2015, walczy na czeczeńskich galach Akhmat Fight Show gdzie 26 grudnia 2015, zrewanżował się za porażkę z 2007 Pawłowi Słowińskiemu, pokonując go jednogłośnie na punkty, zaś 23 sierpnia 2016, znokautował Rumuna Cătălina Moroșanu zostając mistrzem świata WBC Muay Thai w wadze ciężkiej.

### Mieszane sztuki walki
W 2011 roku, po wielu latach startów w boksie tajskim i kick-boxingu, postanowił przejść do mieszanych sztuk walki (MMA). W marcu w swoim debiucie wygrał w Mińsku przed czasem z Ukraińcem Horbenką. Swoją drugą walkę na zasadach MMA stoczył 1 czerwca 2012 roku. Na Otwartych Mistrzostwach Rosji w MMA znokautował obrotowym kopnięciem Ukraińca Witalija Oparina w 1. rundzie.

## Osiągnięcia
- 2016: mistrz świata WBC Muay Thai w wadze ciężkiej
- 2015: GFC Fight Series – 1. miejsce w turnieju wagi ciężkiej
- 2013: Uczestnik finałowego turnieju K-1 WGP w Zagrzebiu
- 2009: K-1 World GP w Łodzi – 1. miejsce
- 2008: K-1 World GP w Amsterdamie (GP Europy) – 2. miejsce
- 2007: K-1 World GP w Las Vegas – 2. miejsce
- 2007: Kick Tournament in Marseilles – 1. miejsce
- 2006: K-1 Fighting Network in Riga – 1. miejsce
- 2006: K-1 Hungary Grand Prix w Debreczynie – 1. miejsce
- 2006: mistrz świata w boksie tajskim IFMA w kat. 86 kg (klasa A)
- 2006: mistrz świata w boksie tajskim WMF
- 2005: mistrz Europy WKBF w kick-boxingu w kat. 93 kg
- 2004: mistrz świata w thai-boxingu WAKO
- 2003: BARS Kristall Cup (Puchar Arbatu, kat. 77 kg) – 2. miejsce
- 2002: BARS Kristall Cup (Puchar Arbatu, kat. 77 kg) – 1. miejsce
- 2002: WKBF BARS Gold Cup Kickboxing – 1. miejsce
- 2001: mistrz Europy w boksie tajskim IFMA
- 2000: Puchar Świata WAKO w thai-boxingu – 1. miejsce